# 대한민국 형사소송법 제163조
대한민국 형사소송법 제163조는 당사자의 참여권, 신문권에 대한 형사소송법의 조문이다.

## 조문
제163조(당사자의 참여권, 신문권) ① 검사, 피고인 또는 변호인은 증인신문에 참여할 수 있다.
②증인신문의 시일과 장소는 전항의 규정에 의하여 참여할 수 있는 자에게 미리 통지하여야 한다. 단, 참여하지 아니한다는 의사를 명시한 때에는 예외로 한다.

第163條(當事者의 參與權, 訊問權) ① 檢事, 被告人 또는 辯護人은 證人訊問에 參與할 수 있다.
②證人訊問의 時日과 場所는 前項의 規定에 依하여 參與할 수 있는 者에게 미리 通知하여야 한다. 但, 參與하지 아니한다는 意思를 明示한 때에는 例外로 한다.

## 참고 문헌
- 손동권 신이철, 새로운 형사소송법(초판, 2013), 세창, 2013. ISBN 9788984114081